# BMW 3200 CS
BMW 3200 CS — спортивное купе от BMW, выпускавшееся с февраля 1962 по сентябрь 1965 года совместно с кузовным ателье Bertone. Всего было собрано около 600 машин этой модели. Технической основой машины была модель BMW 502.
Модель 3200 CS была впервые представлена на автосалоне во Франкфурте в 1961 году вместе с BMW 1500. BMW 3200 CS производился с января 1962 года по сентябрь 1965 года. Один BMW 3200 CS в версии кабриолет был построен для своего основного акционера Герберта Квандта.
3200 CS стала последней восьмицилиндровой моделью BMW своей эпохи, следующий BMW с V8 появился только в 1992 году.
Эта модель стала первым автомобилем марки с так называемым изгибом Хофмайстера (изгибом передней части задней стойки крыши) — оригинальным стилистическим решением дизайнеров. Изгиб Хофмайстера, наряду с парной решёткой облицовки радиатора, до сих пор является характерным для автомобилей BMW.